# Halophila johnstoniae
Halophila johnstoniae is een mosdiertjessoort uit de familie van de Bugulidae. De wetenschappelijke naam van de soort is, als Halophila johnstonae, voor het eerst geldig gepubliceerd in 1843 door Gray.